# Thorp Ridges
Die Thorpe Ridges sind drei nahezu parallele Gebirgskämme im ostantarktischen Enderbyland. Sie ragen 29 km westlich des Stor Hånakken auf.
Luftaufnahmen der Australian National Antarctic Research Expeditions aus dem Jahr 1956 dienten ihrer Kartierung. Das Antarctic Names Committee of Australia benannte sie nach Arnold Thorp, Elektromechaniker auf der Wilkes-Station im Jahr 1961.